# Pipizella
Pipizella (лат.) — род двукрылых из семейства журчалок.

## Описание
Небольщие чёрные мухи. Последний членик усиков удлинённый. У самцов усики короче, чем у самок. Крылья обычно прозрачные, реже немного затемённые или в центре крыла имеется бурое пятно. Передняя часть мезоплевры голая. Брюшко сверху чёрное, без светлых пятен.

## Экология
Личинки питаются корневым тлями. Мухи посещают соцветия лабазника, спиреи, рябины и калины.

## Классификация
Описано около 35 видов.
- Pipizella altaica Violovitsh, 1981
- Pipizella annulata Macquart, 1829
- Pipizella antennata Violovitsh, 1981
- Pipizella barkalovi Violovitsh, 1981
- Pipizella bayburtica Claussen & Hayat, 1997
- Pipizella beckeri Bradescu, 1986
- Pipizella bispina Simic, 1987
- Pipizella brevantenna Cheng, Huang & Duan, 1998
- Pipizella brevis Lucas, 1976
- Pipizella calabra Goeldlin, 1974
- Pipizella cantabrica Claussen, 1991
- Pipizella caucasica Skufjin, 1976
- Pipizella cauta Violovitsh, 1981
- Pipizella cornuta Kuznetzov, 1987
- Pipizella curvitibia Stackelberg, 1960
- Pipizella dentata Violovitsh, 1981
- Pipizella divicoi Goeldlin 1974
- Pipizella elegantissima Lucas, 1976
- Pipizella leleji Kuznetzov, 1990
- Pipizella lyneborgi Torp Pedersen, 1971
- Pipizella maculipennis Meigen, 1822
- Pipizella martshukae Kuznetzov, 1990
- Pipizella mesasiatica Stackelberg, 1952
- Pipizella mongolorum Stackelberg, 1952
- Pipizella montana Simic, 1987
- Pipizella nartshukae Kuznetzov, 1990
- Pipizella nataliae Kuznetzov, 1990
- Pipizella nigra Simic, 1987
- Pipizella nigriana Seguy, 1961
- Pipizella pennina Goeldlin 1974
- Pipizella richterae Kuznetzov, 1990
- Pipizella siciliana Nielsen & Pedersen, 1973
- Pipizella speighti Verlinden, 1999
- Pipizella thapsiana Kassebeer, 1995
- Pipizella ussuriana Violovitsh, 1981
- Pipizella viduata Linnaeus, 1758
- Pipizella virens Fabricius, 1805
- Pipizella zeneggenensis Goeldlin, 1974
- Pipizella zloti Vujic, 1997

## Распространение
Встречаются в Палеарктике.